# Ферде
Ферде (норв. Førde) је град у Норвешкој. Град је у оквиру покрајине Западне Норвешке и највећи је град, али не и управно седиште округа Согн ог Фјордане (то је много мањи Лејкангер).

## Географија
Град Ферде се налази у западном делу Норвешке. Од главног града Осла град је удаљен 460 km северозападно о од града.
Ферде се налази у западном делу Скандинавског полуострва, у области Сунфјорд. Град се сместио на крају истоименог Фердског фјорда, залива Северног мора. Приобаље је уско и планине се брзо издижу. Сходно томе надморска висина града је од 0 до преко 100 м.

## Историја
Први трагови насељавања на месту данашњег Фердеа јављају се у доба праисторије, али насеље није имало већи значај све до 19. века, када постаје седиште општине. Ферде је тек 1997. године добио градска права.
Током петогодишње окупације Норвешке (1940—45) од стране Трећег рајха Ферде и његово становништво нису значајније страдали.

## Становништво
Данас Ферде има око 9 хиљада у градским границама, односно око 12 хиљада на подручју општине. Последњих година број становника у граду расте по годишњој стопи од 1,5%.

## Привреда
Привреда Фердеа се традиционално заснивала на индустрији и поморству. Последњих година значај туризма, трговине, пословања и услуга је све већи.

## Збирка слика
- Средиште Фердеа
- Градска црква
- Трг у Фердеу
- Тржни центар